# میا میا، ویکتوریا
میا میا (به انگلیسی: Mia Mia) یک منطقهٔ مسکونی در استرالیا است که در ویکتوریا (استرالیا) واقع شده‌است.